# Национално знаме на Мароко
Националното знаме на Мароко е прието на 17 ноември 1915 година. Състои се от зелена звезда пентаграм с черни краища на червена основа. Червеното е избрано като символ на племето макзен, като преди пентаграма е била изобразена давидова звезда.
Въпреки че причините за подмяната на давидовата звезда със звезда пентаграм не са напълно известни, се счита, че петте ѝ лъча символизират петте стълба на исляма ислям.

## Знаме през годините
- (19 век)